# Граховско језеро
Граховско језеро је језеро у општини Никшић, у близини насеља Грахово у југозападној Црној Гори.

## Опште информације
Језеро је вештачко и акумулација је језера Грахово. Дно језера је углавном на бази доломита. Само језеро је дугачко 700 м, широко 200, а дубоко 25 метара.
Брана је висока 30 метара, а широка три метра. Језеро је значајан резервоар воде који се користи за пољопривредну производњу Грахова, али се користи и за спорт и рекреацију. Изградња бране је започета 1952. године, завршена 1962. године, док је реконструкција била 1988. године.
Извор језера је у атару села Шеврљуге.